# Gemini (протокол)
Gemini — сетевой протокол прикладного уровня, предназначенный для передачи данных с помощью гипертекста. Совокупность всей информации, доступной по протоколу Gemini, называют Gemini Space. Главным принципом Gemini его разработчики называют простоту использования.

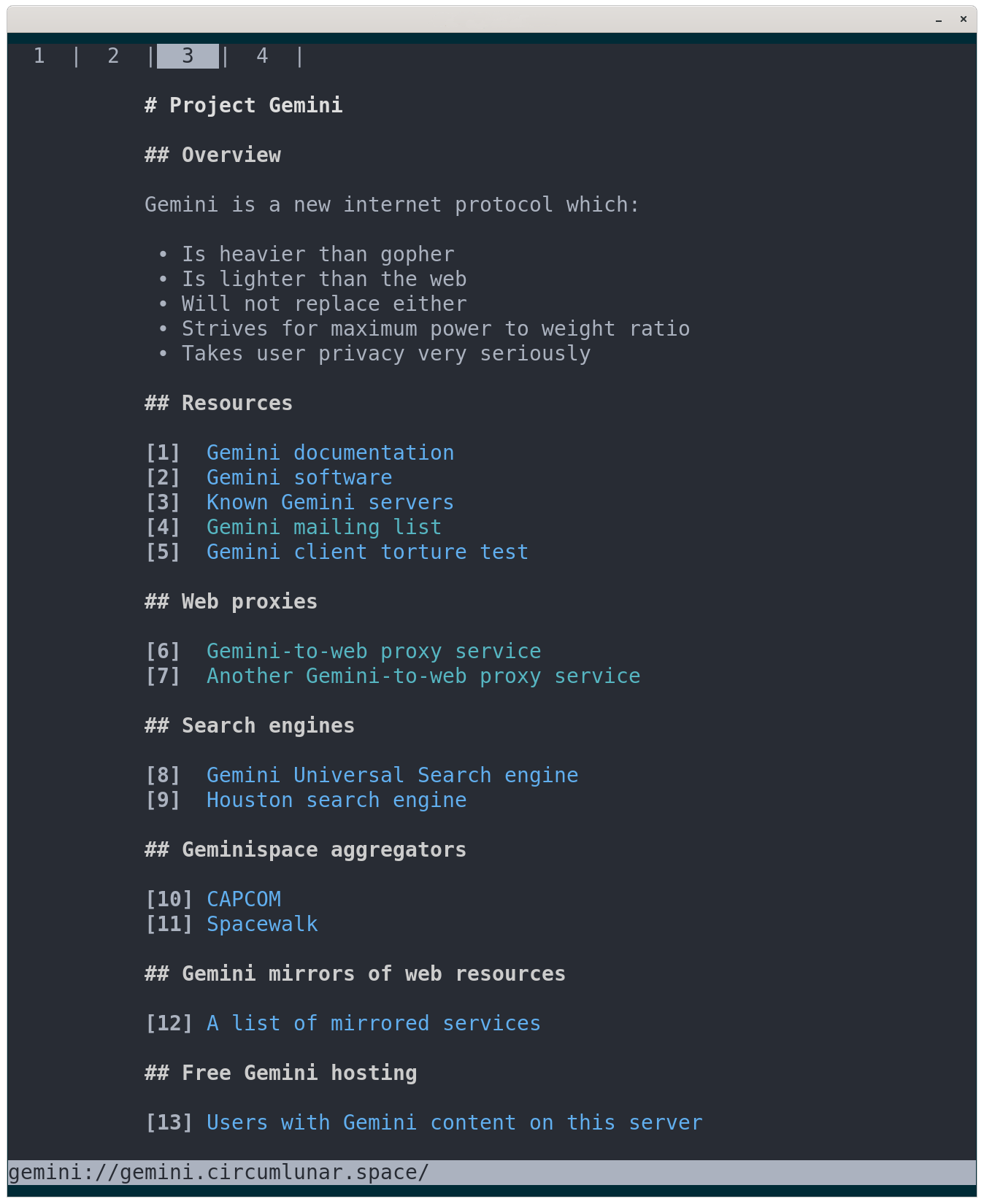
Amfora — один из клиентов Gemini — Скриншот

## Ресурсы
Ресурсы Gemini, типа «text/gemini», («gem-text») или другой контент, предоставляются клиентам по запрошенному URL-адресу.
Ответ протокола содержит только текст или двоичные данные. Он не поддерживает сжатие, разбиение сообщений и методы сетевого кодирования. Сервер разрывает соединение сразу после передачи последнего байта и не отправляет сообщение end of response. Gemini требует, чтобы все транзакции производились с использованием TLS 1.2 или выше.
Текст в формате gem-text предлагает три уровня заголовков, одноуровневые списки, цитаты, преформатированный текст и ссылки.
Протокол работает по TCP/IP с портом 1965 и имеет одноимённый идентификатор ресурса (URI). Его синтаксис прописан в RFC 3986. URL закодирован UTF-8 и имеет максимальную длину в 1024 байта.

## Сообщество
Домашнюю страницу Gemini можно найти по адресу gemini://geminiprotocol.net. Для доступа к этому URL-адресу необходим браузер Gemini. Сообщество поддерживает множество клиентов для ПК и мобильных платформ. Раздел Gemini mailing list показывает всех новых участников.
В качестве альтернативы собственным клиентам существуют Gemini-шлюзы — прокси-серверы которые могут использоваться с обычными веб-браузерами, не поддерживающими протокол Gemini. Таким прокси-серверами является mozz.us, а в прошлом были Vulpes Proxy и ondollo.
На декабрь 2020 года Gemini space содержало около 500 сайтов.
Поисковая система Gemini нерегулярно собирает более 200 000 URI, публикуя некоторые исторические данные.

## Критика
Gemini представляет собой переосмысление протокола Gopher, которому около 30 лет[когда?]. Возврат к истокам интернета для некоторых[кого?] выглядит как шаг назад в технологическом плане, хотя многие проблемы Gopher разработчикам Gemini удалось разрешить — например, они добавили перенаправления, если контент по ссылке был перемещён, и поддержку MIME-типов.